# Lepidodasys platyurus
Lepidodasys platyurus är en djurart som tillhör fylumet bukhårsdjur, och som beskrevs av Adolf Remane 1927. Lepidodasys platyurus ingår i släktet Lepidodasys och familjen Lepidodasyidae. Arten är reproducerande i Sverige. Inga underarter finns listade i Catalogue of Life.